# Szymon Majewski
Szymon Majewski (sinh ngày 1 tháng 6 năm 1967 tại Warsaw) là một nhà báo, người dẫn chương trình truyền hình và chương trình phát thanh, diễn viên truyền hình và diễn viên điện ảnh chuyên nghiệp người Ba Lan.

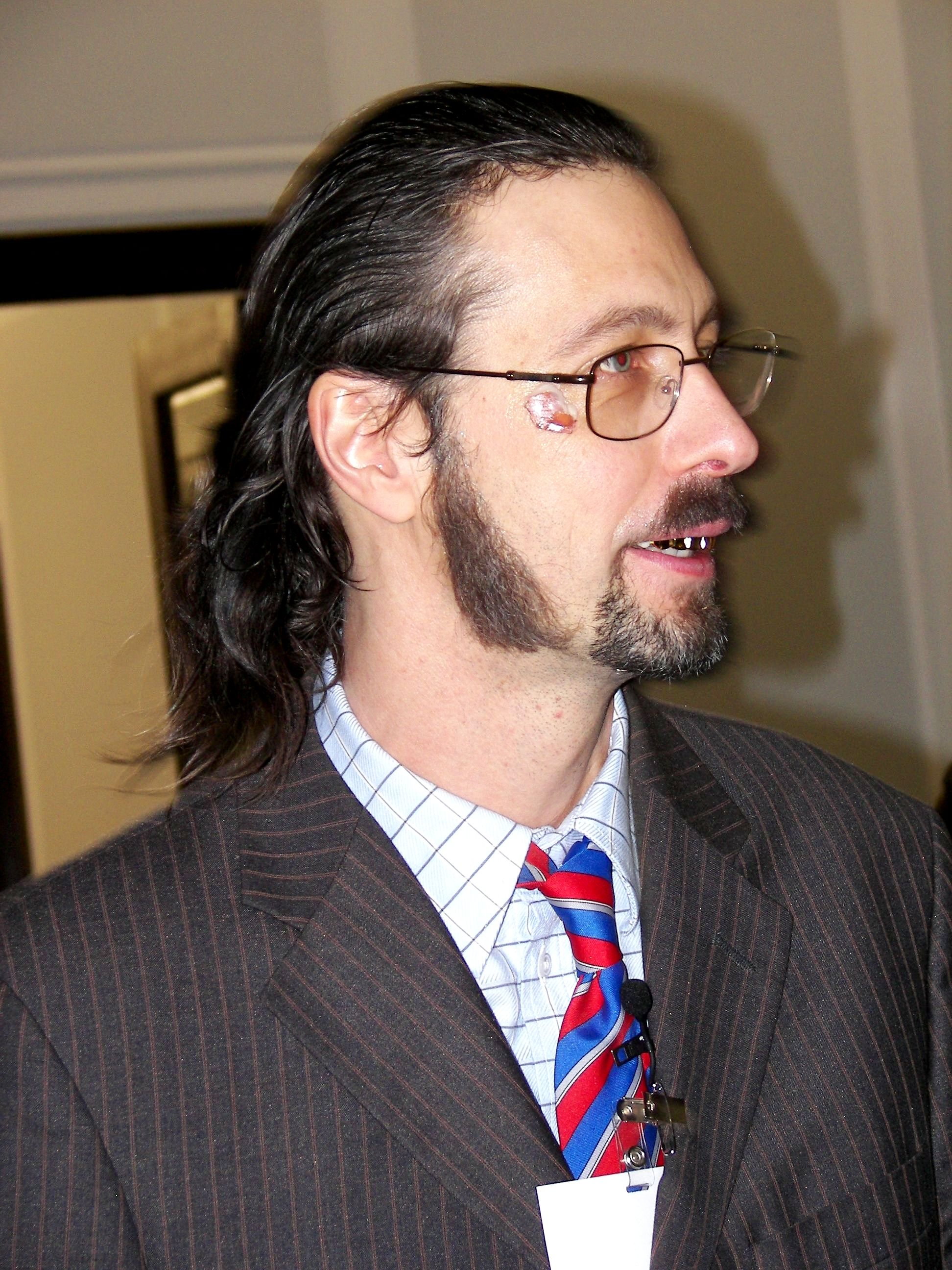
Ędward Ącki

Szymon Majewski tốt nghiệp một trường trung học được đặt theo tên của Edward Dembowski (Liceum im. Edwarda Dembowskiego) tại Warsaw. Vợ ông tên là Magdalena. Cả hai có với nhau hai người con là Zofia và Antoni.

## Nhân vật Ędward Ącki
Ędward Ącki là một nhân vật hư cấu do Szymon Majewski tạo ra. Ędward Ącki đã tạo ra một đảng phái chính trị hư cấu mang tên ĘĄ - Szczerzy do bólu (ĘĄ - Painfully Honest). Ędward Ącki chia sẻ đảng chính trị này với Ądrzej Chłodek (Michał Zieliński) và Ągelika Radziwił (Aldona Jankowska).

## Thành tích nghệ thuật
- Kiler (ang. Killer) (1997) trong vai Mioduch
- Matki, żony i kochanki II (ang. Mothers, wives and lovers II) (1998) trong vai Szymon Majewski
- Kiler-ów 2-óch (ang. 2 killers) (1999) trong vai Mioduch
- E=mc² (2002) trong vai Doktor Adam Kuczka
- Superprodukcja (ang. Superproduction) (2002) trong vai người dẫn chương trình truyền hình

### Trong vai trò khách mời
- Niania (eng. Nanny) (2006) tập 33, trong vai Szymon Majewski
- Wieczór z Alicją (ang. Evening with Alice)

### Dẫn chương trình
- Mamy Cię! (2004, TVN)
- Grupa Szczepana (ang. Group of Szczepan) (90s, Radio Zet)
- Sponton (2005, Radio Zet)
- Słów cięcie gięcie (ang. Word's cutting and bending)
- Sympatyczny program dla miłych ludzi (ang. Likeable show for nice people)
- Szymon mówi show (ang. Simon says show)
- Szymon Majewski Show (2005, TVN)
- Szymon szuka szaleńców (ang. Szymon looks for madmans) (TVN7)